# Running Creek
Running Creek är ett vattendrag i Kanada.   Det ligger i provinsen Ontario, i den sydöstra delen av landet, 600 km sydväst om huvudstaden Ottawa.
Omgivningarna runt Running Creek är en mosaik av jordbruksmark och naturlig växtlighet. Runt Running Creek är det glesbefolkat, med 12 invånare per kvadratkilometer.